# Año Internacional de la Juventud (1985)
1985 fue designado Año Internacional de la Juventud por la Asamblea General de las Naciones Unidas mediante la resolución 34/151, adoptada el 17 de diciembre de 1979, con el objetivo de subrayar el papel de la juventud en el progreso social y global. Bajo el lema Participación, Desarrollo, Paz, esta conmemoración destacó la importancia de la juventud en la construcción de un futuro sostenible y equitativo, promoviendo valores como la paz, la solidaridad y el respeto a los derechos humanos.
El contexto histórico que condujo a su proclamación incluyó desafíos globales como el desempleo juvenil, la desigualdad en el acceso a la educación y la creciente importancia de los movimientos juveniles en un mundo marcado por tensiones de la Guerra Fría. Además, coincidió con aniversarios significativos, como los 20 años de la Declaración sobre los ideales de paz para la juventud (1965) y los 15 años del programa de Voluntarios de las Naciones Unidas (1970).

## Actividades y alcance
Durante este año, se llevaron a cabo intercambios culturales, eventos deportivos y talleres educativos para promover los ideales de participación, desarrollo y paz. También se fomentó la formulación de políticas nacionales e internacionales orientadas a la juventud. Un Comité Asesor Internacional, compuesto por 23 Estados miembros, supervisó la preparación y ejecución de actividades, con énfasis en la diversidad geográfica y las prioridades de cada región.
Los medios de comunicación desempeñaron un papel crucial para sensibilizar sobre las metas del año, mientras que las contribuciones voluntarias de Estados miembros, organizaciones juveniles y actores privados aseguraron el financiamiento de los programas. El legado de este año incluyó el fortalecimiento de políticas de desarrollo juvenil y la consolidación de redes globales de jóvenes.
El Año Internacional de la Juventud subrayó la importancia de incluir a los jóvenes en la toma de decisiones globales y dejó un impacto duradero en el diseño de estrategias de desarrollo juvenil. Fomentó movimientos culturales y sociales que promovieron la paz y la cooperación internacional.